# Distretto di Yauyos (Lima)
Il distretto di Yauyos è uno dei trentatré distretti della provincia di Yauyos, in Perù. Si trova nella regione di Lima e si estende su una superficie di 327,17 chilometri quadrati.
Ha per capitale la città di Yauyos.